# Solanum aureum
Solanum aureum är en potatisväxtart som beskrevs av Michel Félix Dunal. Solanum aureum ingår i släktet skattor som ingår i familjen potatisväxter. Inga underarter finns listade i Catalogue of Life.